# Cura Ungdom
Cura Ungdom var navnet på en ungdomsorganisation, hvis arbejde blev videreført af tænketanken Cura. Den var tidligere en kristendemokratisk ungdomsorganisation og ungdomsparti tilknyttet Kristeligt Folkeparti/Kristendemokraterne under navnet Kristeligt Folkepartis Ungdom og senere Kristendemokratisk Ungdom. Organisationen skiftede til det nuværende navn i 2009 i forbindelse med løsrivelsen fra partiet Kristendemokraterne.
Kristeligt Folkepartis Ungdom holdt stiftende landsmøde 4. oktober 1974 i Landstingssalen på Christiansborg.
Cura Ungdom var tidligere medlem af KDUN (Kristendemokratiske Unge i Norden) og YEPP (Youth of the European People's Party).

## Formålsparagraf
Cura Ungdoms formål var ved stiftelsen at samle unge for:
- a) At fremme interessen for den kristendemokratiske ideologi og den kristendemokratisk politik.
- b) At arbejde for, at enhver må kende sit ansvar og sine muligheder som samfundsborger.
- c) At inspirere og hjælpe unge til at dygtiggøre sig, og varetage politiske opgaver.
- d) At arbejde for at gøre de kristendemokratiske værdier og den kristendemokratiske etik gældende i samfundet.

 Der er for få eller ingen kildehenvisninger i denne artikel, hvilket er et problem. Du kan hjælpe ved at angive troværdige kilder til de påstande, som fremføres i artiklen.